# براد غرين
براد غرين هو قاضي ومحامي وسياسي كندي، ولد في 29 يناير 1965. انتخب عضو الجمعية التشريعية لنيو برونزويك ‏.